# آرثر ر. ماكنزي
آرثر ر. ماكنزي هو سياسي كندي، ولد في 26 يونيو 1873 في سانت استيفان، نيو برونزويك ‏ في كندا، وتوفي في 10 فبراير 1963. نشط حزبياً في الحزب التقدمي المحافظ في نيو برونزويك ‏. وقد انتخب عضو الجمعية التشريعية لنيو برونزويك ‏.